# Saison 16 de Strictly Come Dancing
 (août 2018).
Si vous disposez d'ouvrages ou d'articles de référence ou si vous connaissez des sites web de qualité traitant du thème abordé ici, merci de compléter l'article en donnant les références utiles à sa vérifiabilité et en les liant à la section « Notes et références ».
La seizième saison de l'émission britannique de téléréalité musicale Strictly Come Dancing débutera le 22 septembre 2018 sur BBC One. Les célébrités ont été associées à leurs danseurs et danseuses lors du Launch Show, diffusé le 8 septembre 2018 sur BBC One.

## Couples
| Candidat             | Occupation                                    | Partenaire        | Départ     | Classement                        |
| -------------------- | --------------------------------------------- | ----------------- | ---------- | --------------------------------- |
| Stacey Dooley        | Journaliste et animatrice de télévision       | Kevin Clifton     | Semaine 13 | Vainqueur le 15 décembre 2017     |
| Ashley Roberts       | Chanteuse, ancienne membre des Pussycat Dolls | Pasha Kovalev     | Semaine 13 | Seconde place le 15 décembre 2017 |
| Faye Tozer           | Actrice et chanteuse, membre du groupe Steps  | Giovanni Pernice  | Semaine 13 | Seconde place le 15 décembre 2017 |
| Joe Sugg             | Blogueur, Youtubeur et podcasteur             | Dianne Buswell    | Semaine 13 | Seconde place le 15 décembre 2017 |
| Lauren Steadman      | Vice-championne paralympique de triathlon     | AJ Pritchard      | Semaine 12 | Éliminée le 9 décembre 2018       |
| Charles Venn         | Acteur dont Casualty                          | Karen Clifton     | Semaine 11 | Éliminé le 2 décembre 2018        |
| Graeme Swann         | Ex-joueur de cricket                          | Oti Mabuse        | Semaine 10 | Éliminé le 25 novembre 2018       |
| Kate Silverton       | Présentatrice joker des journaux de la BBC    | Aljaž Skorjanec   | Semaine 9  | Éliminée le 18 novembre 2018      |
| Danny John-Jules     | Acteur dont Red Dwarf et Meurtres au paradis  | Amy Dowden        | Semaine 8  | Éliminé le 11 novembre 2018       |
| Dr. Ranj Singh       | Médecin et animateur de télévision            | Janette Manrara   | Semaine 7  | Éliminé le 4 novembre 2018        |
| Seann Walsh          | Stand-upper et comédien                       | Katya Jones       | Semaine 6  | Éliminé le 28 octobre 2018        |
| Vick Hope            | DJ et animatrice radio                        | Graziano di Prima | Semaine 5  | Éliminée le 21 octobre 2018       |
| Katie Piper          | Ex-mannequin, star de télévision et écrivaine | Gorka Màrquez     | Semaine 4  | Éliminée le 14 octobre 2018       |
| Lee Ryan             | Chanteur, membre du groupe Blue               | Nadiya Bychkova   | Semaine 3  | Éliminé le 7 octobre 2018         |
| Susannah Constantine | Journaliste mode et animatrice de télévision  | Anton du Beke     | Semaine 2  | Éliminée le 30 septembre 2018     |

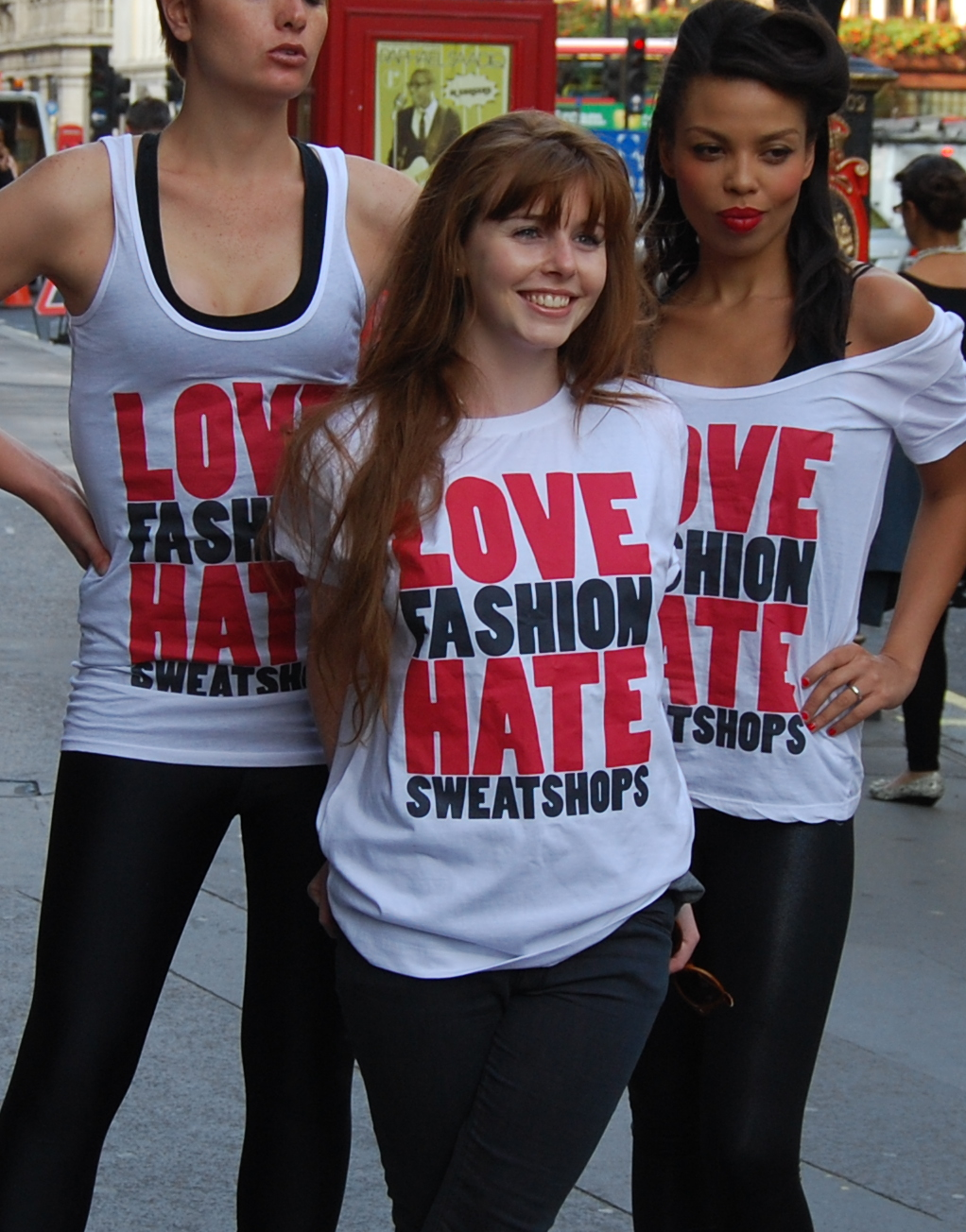
Stacey Dooley(au milieu)
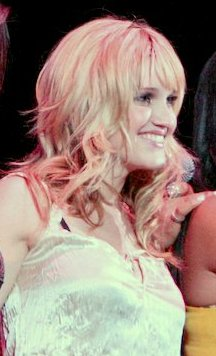
Ashley Roberts
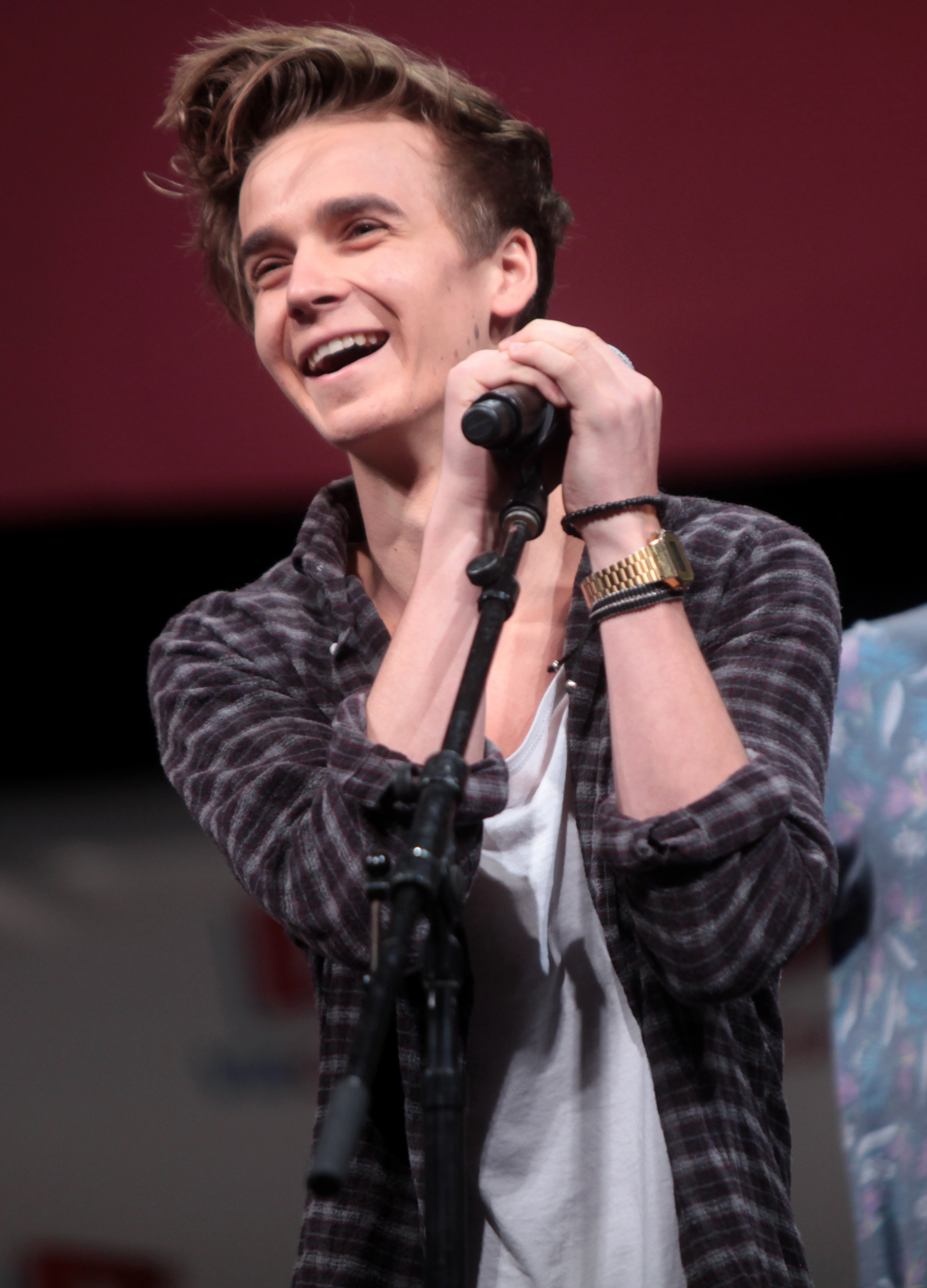
Joe Sugg
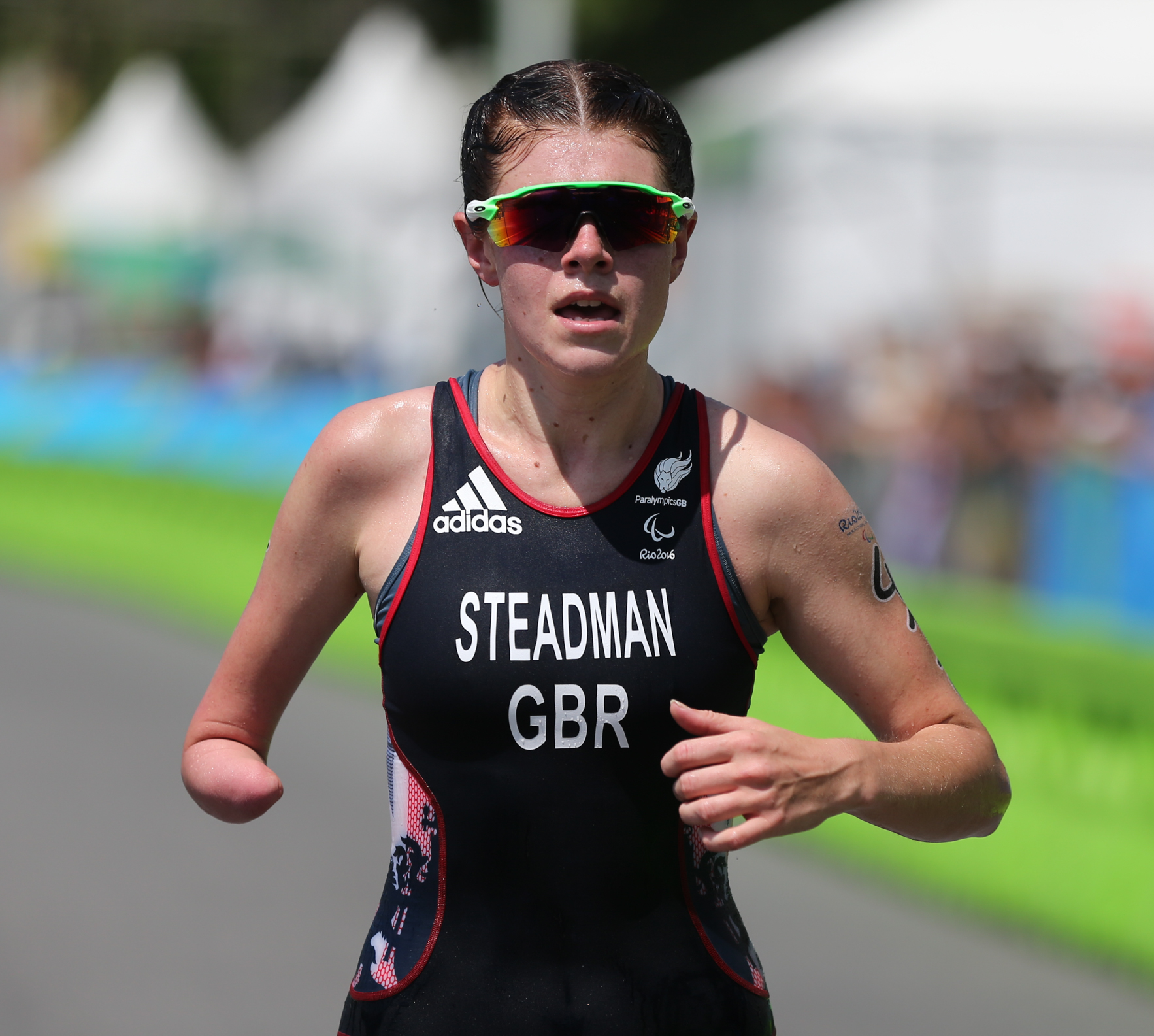
Lauren Steadman
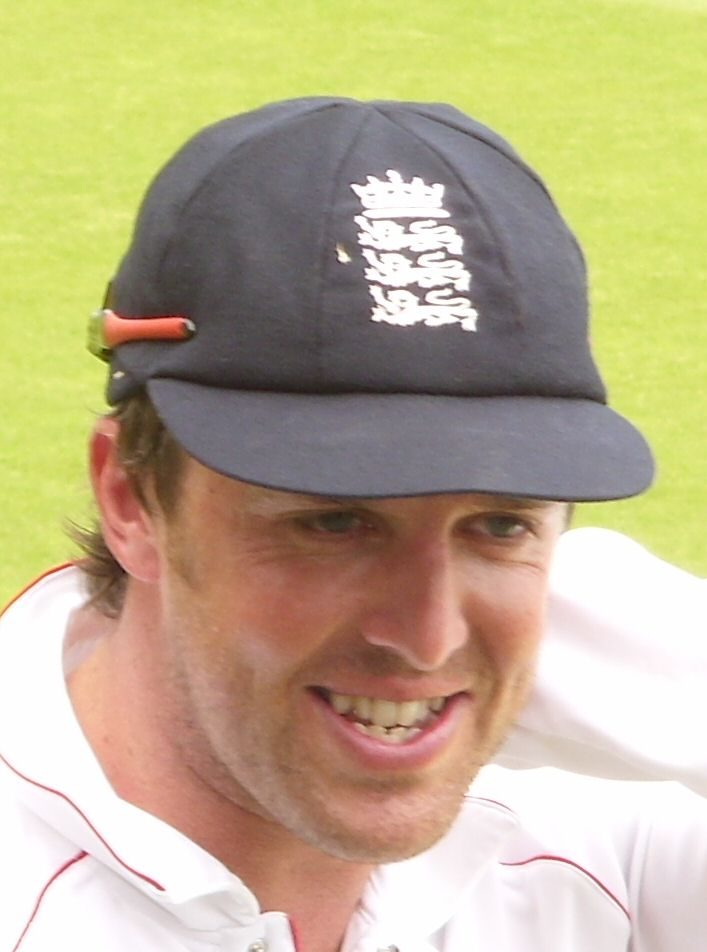
Graeme Swann

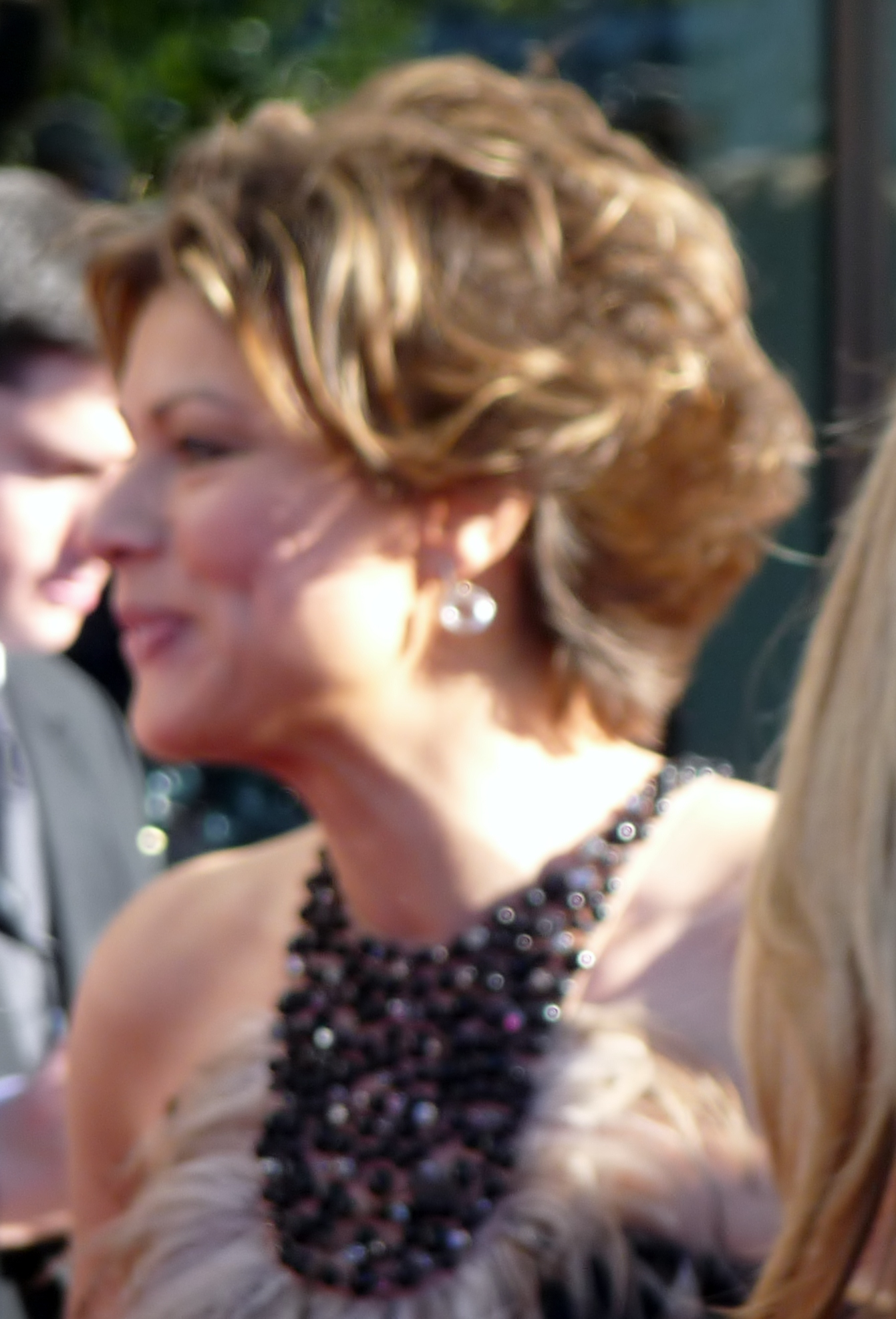
Kate Silverton
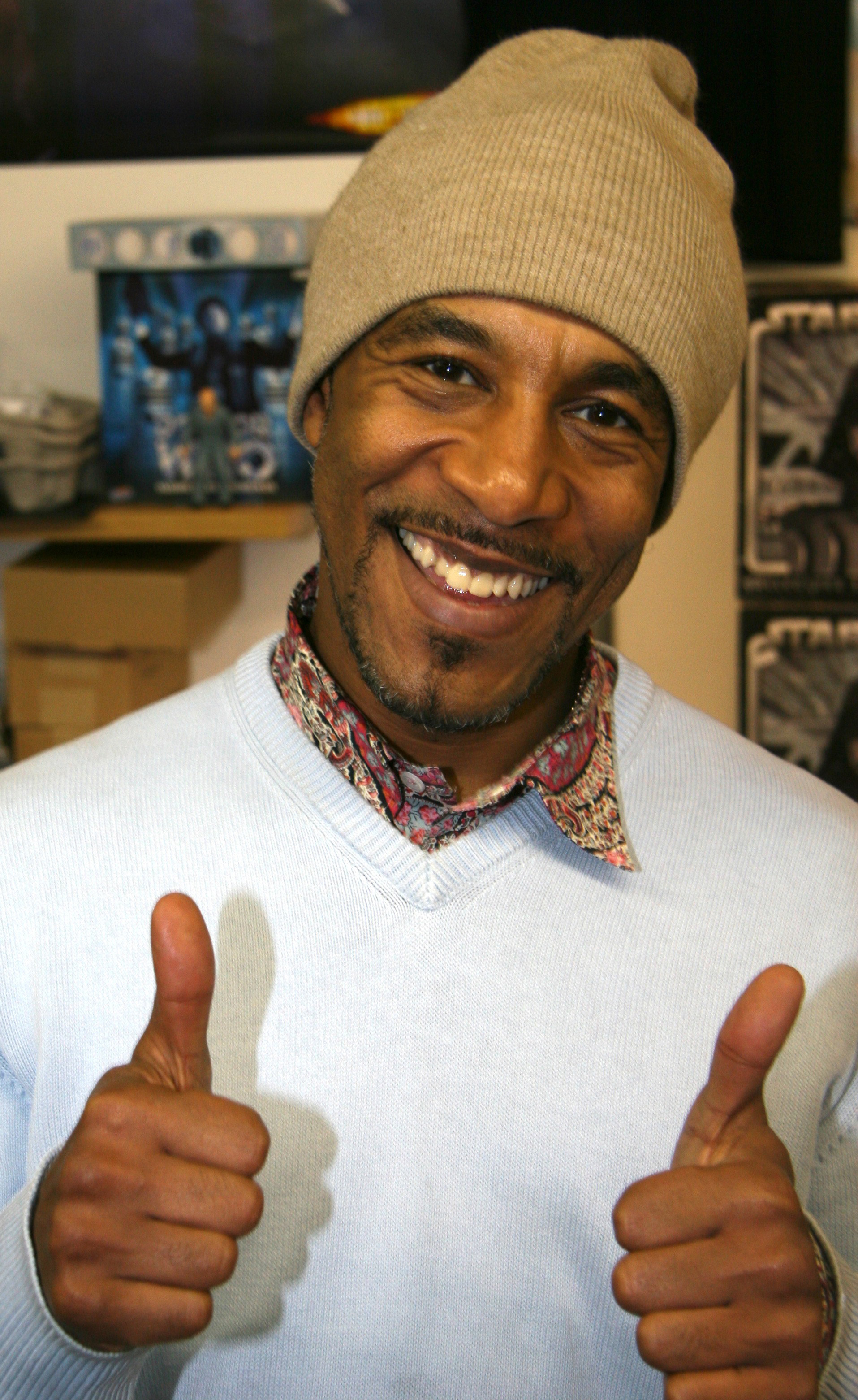
Danny John-Jules
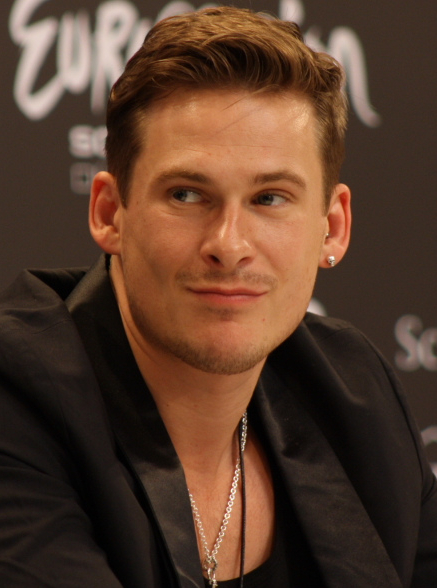
Lee Ryan
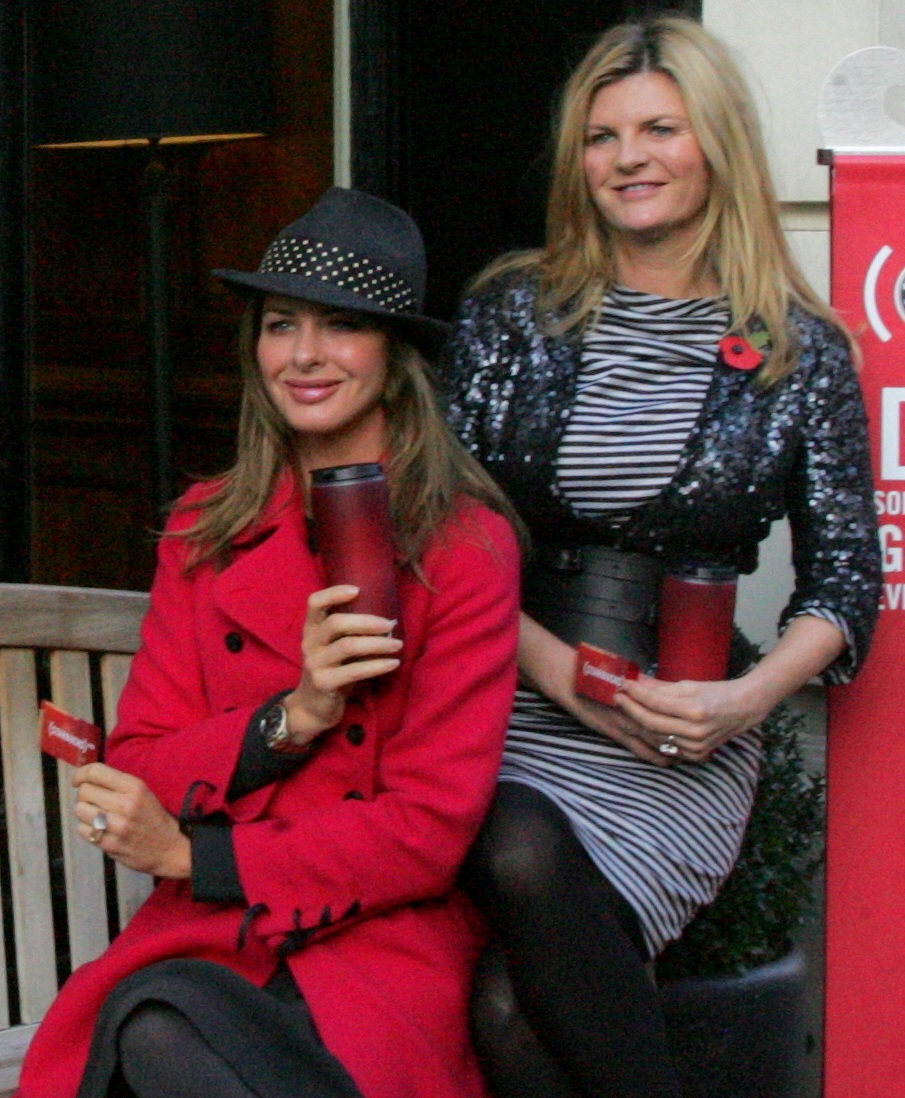
Susannah Constantine(à droite)

## Scores
| Stacey & Kevin     | 1  | 24 | 20 | 44 | 32 | 33 | 33 | 35 | 36 | 32 | 33 | 39 + 4 = 43 | 38 | 39 + 36 = 75 | 39 + 36 + 39 = 114 |  |  |  |  |  |  |  |  |  |  |
| Ashley & Pasha     | 2  | 29 | 32 | 61 | 35 | 32 | 36 | 39 | 39 | 39 | 40 | 36 + 7 = 43 | 38 | 36 + 40 = 76 | 40 + 40 + 40 = 120 |  |  |  |  |  |  |  |  |  |  |
| Faye & Giovanni    | 2  | 29 | 31 | 60 | 36 | 29 | 33 | 39 | 38 | 36 | 38 | 39 + 6 = 45 | 40 | 37 + 39 = 76 | 40 + 40 + 40 = 120 |  |  |  |  |  |  |  |  |  |  |
| Joe & Dianne       | 2  | 27 | 31 | 58 | 26 | 26 | 29 | 35 | 34 | 32 | 38 | 35 + 5 = 40 | 36 | 29 + 30 = 59 | 39 + 39 + 38 = 116 |  |  |  |  |  |  |  |  |  |  |
| Lauren & AJ        | 5  | 25 | 22 | 47 | 20 | 25 | 24 | 29 | 31 | 34 | 25 | 23 + 1 = 24 | 35 | 31 + 23 = 54 |                    |  |  |  |  |  |  |  |  |  |  |
| Charles & Karen    | 6  | 25 | 25 | 50 | 25 | 25 | 36 | 25 | 28 | 35 | 38 | 30 + 3 = 33 | 35 |              |                    |  |  |  |  |  |  |  |  |  |  |
| Graeme & Oti       | 7  | 22 | 15 | 37 | 31 | 26 | 29 | 21 | 29 | 31 | 32 | 24 + 2 = 26 |    |              |                    |  |  |  |  |  |  |  |  |  |  |
| Kate & Aljaž       | 8  | 20 | 27 | 47 | 29 | 20 | 26 | 20 | 23 | 30 | 30 |             |    |              |                    |  |  |  |  |  |  |  |  |  |  |
| Danny & Amy        | 9  | 27 | 28 | 55 | 28 | 27 | 37 | 30 | 22 | 27 |    |             |    |              |                    |  |  |  |  |  |  |  |  |  |  |
| Dr. Ranj & Janette | 10 | 27 | 24 | 51 | 20 | 27 | 25 | 20 | 27 |    |    |             |    |              |                    |  |  |  |  |  |  |  |  |  |  |
| Seann & Katya      | 11 | 18 | 15 | 33 | 30 | 28 | 24 | 20 |    |    |    |             |    |              |                    |  |  |  |  |  |  |  |  |  |  |
| Vick & Graziano    | 12 | 18 | 27 | 45 | 27 | 29 | 20 |    |    |    |    |             |    |              |                    |  |  |  |  |  |  |  |  |  |  |
| Katie & Gorka      | 13 | 17 | 13 | 30 | 22 | 18 |    |    |    |    |    |             |    |              |                    |  |  |  |  |  |  |  |  |  |  |
| Lee & Nadiya       | 14 | 22 | 26 | 48 | 19 |    |    |    |    |    |    |             |    |              |                    |  |  |  |  |  |  |  |  |  |  |
| Susannah & Anton   | 15 | 12 | 12 | 24 |    |    |    |    |    |    |    |             |    |              |                    |  |  |  |  |  |  |  |  |  |  |

Les nombres rouges indiquent le score le plus bas pour chaque semaine de compétition
Les nombres verts indiquent le score le plus haut pour chaque semaine de compétition
 Le couple éliminé cette semaine-là
 Le couple en danger cette semaine-là
 Le couple vainqueur
 Le couple en seconde position

### Moyenne des candidats
Le tableau reprend la moyenne des notes des candidats, sur un maximum de 40 points. Le score du Lindy-hop-a-thon de la semaine 10 n'est pas pris en compte.
| Rang par moyenne | Place | Couple             | Total des points | Nombre de danses | Moyenne |
| ---------------- | ----- | ------------------ | ---------------- | ---------------- | ------- |
| 1                | 2     | Ashley & Pasha     | 591              | 16               | 36.94   |
| 2                | 2     | Faye & Giovanni    | 584              | 16               | 36.5    |
| 3                | 1     | Stacey & Kevin     | 544              | 16               | 34      |
| 4                | 2     | Joe & Dianne       | 524              | 16               | 32.75   |
| 5                | 6     | Charles & Karen    | 327              | 11               | 29.72   |
| 6                | 9     | Danny & Amy        | 226              | 8                | 28.25   |
| 7                | 5     | Lauren & AJ        | 347              | 13               | 26.69   |
| 8                | 7     | Graeme & Oti       | 260              | 10               | 26      |
| 9                | 8     | Kate & Aljaž       | 225              | 9                | 25      |
| 10               | 10    | Dr. Ranj & Janette | 170              | 7                | 24.28   |
| 11               | 12    | Vick & Graziano    | 121              | 5                | 24.2    |
| 12               | 11    | Seann & Katya      | 135              | 6                | 22.5    |
| 13               | 14    | Lee & Nadiya       | 67               | 3                | 22.33   |
| 14               | 13    | Katie & Gorka      | 70               | 4                | 17.5    |
| 15               | 15    | Susannah & Anton   | 24               | 2                | 12      |

### Meilleures et pires performances par type de danses
Les meilleurs et pires scores pour chaque style de danse, sur un maximum de 40 points. 
| Danse               | Meilleur danseur             | Score le plus haut | Pire danseur         | Score le plus bas |
| ------------------- | ---------------------------- | ------------------ | -------------------- | ----------------- |
| American Smooth     | Ashley Roberts               | 40                 | Graeme Swann         | 15                |
| Cha-cha-cha         | Ashley Roberts               | 32                 | Lee Ryan             | 19                |
| Charleston          | Faye Tozer Ashley Roberts    | 40                 | Lauren Steadman      | 22                |
| Danse contemporaine | Ashley Roberts               | 39                 | Lauren Steadman      | 24                |
| Foxtrot             | Ashley Roberts Stacey Dooley | 39                 | Susannah Constantine | 12                |
| Jazz                | Faye Tozer                   | 39                 | Graeme Swann         | 32                |
| Jive                | Ashley Roberts               | 40                 | Seann Walsh          | 15                |
| Lindy-Hop-a-thon    | Ashley Roberts               | 7                  | Lauren Steadman      | 1                 |
| Paso Doble          | Stacey Dooley Joe Sugg       | 39                 | Katie Piper          | 13                |
| Quickstep           | Joe Sugg Ashley Roberts      | 38                 | Dr. Ranj Singh       | 20                |
| Rumba               | Ashley Roberts               | 36                 | Kate Silverton       | 20                |
| Salsa               | Ashley Roberts               | 40                 | Lauren Steadman      | 23                |
| Samba               | Charles Venn                 | 38                 | Susannah Constantine | 12                |
| Showdance           | Ashley Roberts Faye Tozer    | 40                 | Stacey Dooley        | 36                |
| Street              | Charles Venn Stacey Dooley   | 36                 | Joe Sugg             | 35                |
| Tango               | Faye Tozer                   | 38                 | Seann Walsh          | 18                |
| Tango argentin      | Faye Tozer                   | 39                 | Kate Silverton       | 23                |
| Valse               | Faye Tozer                   | 39                 | Katie Piper          | 17                |
| Valse viennoise     | Faye Tozer                   | 40                 | Seann Walsh          | 20                |

### Meilleures et pires performances pour chaque danseur
Le score maximal est de 40 points. 
| Couple             | Danse avec le meilleur score                         | Danse avec le moins bon score                         |
| ------------------ | ---------------------------------------------------- | ----------------------------------------------------- |
| Stacey & Kevin     | Charleston Foxtrot Paso Doble (39)                   | Cha-cha-cha (20)                                      |
| Ashley & Pasha     | Jive American Smooth Salsa Showdance Charleston (40) | Valse viennoise (29)                                  |
| Joe & Dianne       | Paso Doble Showdance (39)                            | American Smooth Cha-cha-cha (26)                      |
| Faye & Giovanni    | Charleston Valse viennoise Theatre & Jazz (40)       | Cha-cha-cha Rumba (29)                                |
| Lauren & AJ        | American Smooth (35)                                 | Cha-cha-cha (20)                                      |
| Charles & Karen    | Samba (38)                                           | Cha-cha-cha Quickstep American Smooth Salsa Jive (25) |
| Graeme & Oti       | Theatre & Jazz (32)                                  | American Smooth (15)                                  |
| Kate & Aljaž       | Quickstep (30)                                       | Cha-cha-cha Samba Rumba (20)                          |
| Danny & Amy        | Jive (37)                                            | Quickstep (22)                                        |
| Dr. Ranj & Janette | Cha-cha-cha Paso Doble Samba (27)                    | Quickstep Jive (20)                                   |
| Seann & Katya      | Paso Doble (30)                                      | Jive (15)                                             |
| Vick & Graziano    | Quickstep (29)                                       | Jive (18)                                             |
| Katie & Gorka      | Foxtrot (22)                                         | Paso Doble (13)                                       |
| Lee & Nadiya       | Jive (26)                                            | Cha-cha-cha (19)                                      |
| Susannah & Anton   | Samba Foxtrot (12)                                   |                                                       |

## Liste des épisodes
Les notes attribuées par les juges sont toujours dans l'ordre suivant de gauche à droite: Craig Revel Horwood, Darcey Bussell, Shirley Ballas, Bruno Tonioli (en).

### Semaine 1
Les danses de cette semaine sont : Cha-cha-cha, Foxtrot, Jive, Quickstep, Samba, Tango, Valse, Valse viennoise
Ordre de passage
| Couple             | Scores       | Danse           | Musique                                                        |
| ------------------ | ------------ | --------------- | -------------------------------------------------------------- |
| Danny & Amy        | 27 (6,7,7,7) | Foxtrot         | Top Cat Theme - Hoyt Curtin                                    |
| Kate & Aljaž       | 20 (4,6,4,6) | Cha-cha-cha     | Kiss - Tom Jones                                               |
| Lauren & AJ        | 25 (6,6,6,7) | Valse           | I'm Kissing You - Des'ree                                      |
| Seann & Katya      | 18 (3,5,4,6) | Tango           | SexyBack - Justin Timberlake                                   |
| Vick & Graziano    | 18 (3,5,4,6) | Jive            | Feel it Still - Portugal. The Man                              |
| Susannah & Anton   | 12 (1,4,3,4) | Samba           | Tico Tico - Carmen Miranda                                     |
| Charles & Karen    | 25 (6,6,6,7) | Cha-cha-cha     | Ain't No Love (Ain't Not Use) - Sub Sub feat. Melanie Williams |
| Ashley & Pasha     | 29 (7,8,7,7) | Valse viennoise | Perfect - Ed Sheeran feat. Beyoncé                             |
| Dr. Ranj & Janette | 27 (6,6,8,7) | Cha-cha-cha     | How Will I Know - Whitney Houston                              |
| Katie & Gorka      | 17 (4,4,4,5) | Valse           | When We Were Young - Adele                                     |
| Graeme & Oti       | 22 (5,6,6,5) | Samba           | Soul Limbo - Booker T and the MGs                              |
| Stacey & Kevin     | 24 (6,6,6,6) | Quickstep       | Dancing - Kylie Minogue                                        |
| Lee & Nadiya       | 22 (4,6,6,6) | Valse           | Take it to The Limit - The Eagles                              |
| Joe & Dianne       | 27 (6,7,7,7) | Jive            | Take on Me - A-ha                                              |
| Faye & Giovanni    | 29 (7,8,7,7) | Cha-cha-cha     | Lullaby - Sigala feat. Paloma Faith                            |

### Semaine 2
Les danses de cette semaine sont : American Smooth, Cha-cha-cha, Charleston, Foxtrot, Jive, Paso Doble, Quickstep, Salsa, Tango, Valse, Valse viennoise
Ordre de passage
| Couple             | Scores       | Danse           | Musique                                           | Résultat  |
| ------------------ | ------------ | --------------- | ------------------------------------------------- | --------- |
| Stacey & Kevin     | 20 (4,5,5,6) | Cha-cha-cha     | Came Here for Love - Sigala feat. Ella Eyre       | Sauvée    |
| Charles & Karen    | 25 (5,6,7,7) | Quickstep       | Sir Duke - Stevie Wonder                          | Sauvé     |
| Katie & Gorka      | 13 (2,4,3,4) | Paso Doble      | Confident - Demi Lovato                           | Sauvée    |
| Graeme & Oti       | 15 (3,5,3,4) | American Smooth | Try a Little Tenderness - Otis Redding            | Sauvé     |
| Kate & Aljaž       | 27 (6,7,7,7) | Tango           | No Roots - Alice Merton                           | Sauvée    |
| Joe & Dianne       | 31 (7,8,8,8) | Charleston      | Cotton-Eyed Joe - Rednex                          | Sauvé     |
| Susannah & Anton   | 12 (1,4,4,3) | Foxtrot         | They Can't Take That Away From Me - Frank Sinatra | Éliminée  |
| Lee & Nadiya       | 26 (6,7,6,7) | Jive            | Blue Suede Shoes - Elvis Presley                  | En danger |
| Danny & Amy        | 28 (7,7,7,7) | Cha-cha-cha     | Beggin' - Madcon                                  | Sauvé     |
| Vick & Graziano    | 27 (7,7,6,7) | Valse           | Somewhere - West Side Story                       | Sauvée    |
| Dr. Ranj & Janette | 24 (5,6,7,6) | Salsa           | Fireball - Pitbull feat. John Ryan                | Sauvé     |
| Faye & Giovanni    | 31 (8,8,7,8) | Valse viennoise | It's a Man's Man's Man's World - Seal             | Sauvée    |
| Lauren & AJ        | 22 (5,6,5,6) | Charleston      | New Rules - Scott Bradlee’s Postmodern Jukebox    | Sauvée    |
| Seann & Katya      | 15 (2,4,4,5) | Jive            | I'm Still Standing - Elton John                   | Sauvé     |
| Ashley & Pasha     | 32 (8,8,7,9) | Cha-cha-cha     | Boogie Wonderland - Earth, Wind and Fire          | Sauvée    |

Le dance-off, cette semaine, s'est joué entre les couples Lee Ryan & Nadiya Bychkova et Susannah Constantine & Anton du Beke
Vote des juges pour le repêchage :
- Craig : Lee & Nadiya
- Darcey : Lee & Nadiya
- Bruno : Lee & Nadiya
- Shirley : N'a pas eu besoin de voter mais aurait voté pour Lee & Nadiya

### Semaine 3: Soirée cinéma
Les danses de cette semaine sont : American Smooth, Cha-cha-cha, Charleston, Foxtrot, Jive, Paso Doble, Quickstep, Salsa
Ordre de passage
| Couple             | Scores       | Danse           | Musique                                          | Film                             | Résultat  |
| ------------------ | ------------ | --------------- | ------------------------------------------------ | -------------------------------- | --------- |
| Vick & Graziano    | 27 (6,7,7,7) | Salsa           | Take a Chance on Me - ABBA                       | Mamma Mia !                      | Sauvée    |
| Dr. Ranj & Janette | 20 (4,5,5,6) | Quickstep       | Prince Ali - Robin Williams                      | Aladdin                          | Sauvé     |
| Lee & Nadiya       | 19 (3,5,5,6) | Cha-cha-cha     | The Power of Love - Huey Lewis and the News      | Retour vers le futur             | Éliminé   |
| Kate & Aljaž       | 29 (6,7,8,8) | Foxtrot         | Why Don't You Do Right - Peggy Lee               | Qui veut la peau de Roger Rabbit | Sauvée    |
| Stacey & Kevin     | 32 (8,8,8,8) | Jive            | Happy - Pharrell Williams                        | Moi, moche et méchant 2          | Sauvée    |
| Joe & Dianne       | 26 (6,7,6,7) | American Smooth | Breaking Free - Zac Efron et Vanessa Hudgens     | High School Musical              | Sauvé     |
| Graeme & Oti       | 31 (7,8,8,8) | Charleston      | Générique de Spider-Man                          | Spider-Man                       | Sauvé     |
| Ashley & Pasha     | 35 (8,9,9,9) | Salsa           | (I've Had) The Time of My Life - Jennifer Warnes | Dirty Dancing                    | Sauvée    |
| Katie & Gorka      | 22 (5,5,6,6) | Foxtrot         | City of Stars - Ryan Gosling et Emma Stone       | La La Land                       | Sauvée    |
| Seann & Katya      | 30 (7,7,8,8) | Paso Doble      | Générique de Matrix                              | Matrix                           | Sauvé     |
| Lauren & AJ        | 20 (4,5,5,6) | Cha-cha-cha     | Fame - Irene Cara                                | Fame                             | Sauvée    |
| Charles & Karen    | 25 (6,6,6,7) | American Smooth | Up Where We Belong                               | Officier et Gentleman            | En danger |
| Faye & Giovanni    | 36 (9,9,9,9) | Quickstep       | You're the One That I Want                       | Grease                           | Sauvée    |
| Danny & Amy        | 28 (6,7,7,8) | Paso Doble      | The Greatest Show - Hugh Jackman                 | The Greatest Showman             | Sauvé     |

Le dance-off, cette semaine, s'est joué entre les couples Charles Venn & Karen Clifton et Lee Ryan & Nadiya Bychkova
Vote des juges pour le repêchage :
- Craig : Charles & Karen
- Darcey : Charles & Karen
- Bruno : Charles & Karen
- Shirley : N'a pas eu besoin de voter mais aurait voté pour Lee & Nadiya

### Semaine 4
Les danses de cette semaine sont : Cha-cha-cha, Charleston, Foxtrot, Jive, Paso Doble, Quickstep, Rumba, Salsa, Samba, Tango, Valse viennoise
Ordre de passage
| Couple             | Scores       | Danse           | Musique                                                     | Résultat  |
| ------------------ | ------------ | --------------- | ----------------------------------------------------------- | --------- |
| Joe & Dianne       | 26 (5,7,7,7) | Cha-cha-cha     | Just Got Paid - Ella Eyre et Meghan Trainor                 | Sauvé     |
| Vick & Graziano    | 29 (7,7,7,8) | Quickstep       | Can't Hurry Love - Diana Ross and The Supremes              | Sauvée    |
| Danny & Amy        | 27 (6,7,7,7) | Valse viennoise | I've Gotta Be Me - Sammy Davis Jr.                          | Sauvé     |
| Faye & Giovanni    | 29 (7,7,7,8) | Rumba           | Chandelier - Sia                                            | Sauvée    |
| Katie & Gorka      | 18 (3,5,5,5) | Jive            | Why Do Fools Fall in Love - Frankie Lymon and the Teenagers | Éliminée  |
| Charles & Karen    | 25 (6,6,6,7) | Salsa           | Use It Up and Wear It Out - Odyssey                         | En danger |
| Lauren & AJ        | 25 (6,6,6,7) | Quickstep       | If You're Over Me - Years and Years                         | Sauvée    |
| Dr. Ranj & Janette | 27 (6,7,7,7) | Paso Doble      | Canciòn del Mariachi - Los Lobos                            | Sauvé     |
| Kate & Aljaž       | 20 (4,5,5,6) | Samba           | Africa - Toto                                               | Sauvée    |
| Graeme & Oti       | 26 (5,7,7,7) | Jive            | Don't Stop Me Now - Queen                                   | Sauvé     |
| Ashley & Pasha     | 32 (8,8,8,8) | Tango           | Look What You Made Me Do - Taylor Swift                     | Sauvée    |
| Seann & Katya      | 28 (6,7,8,7) | Charleston      | Bills - LunchMoney Lewis                                    | Sauvé     |
| Stacey & Kevin     | 33 (8,8,8,9) | Foxtrot         | Hi Ho Silver Lining - The Attack                            | Sauvée    |

Le dance-off, cette semaine, s'est joué entre les couples Charles Venn & Karen Clifton et Katie Piper & Gorka Màrquez
Vote des juges pour le repêchage :
- Craig : Charles & Karen
- Darcey : Charles & Karen
- Bruno : Charles & Karen
- Shirley : N'a pas eu besoin de voter mais aurait voté pour Charles & Karen

### Semaine 5
Les danses de cette semaine sont : American Smooth, Cha-cha-cha, Foxtrot, Jive, Quickstep, Rumba, Samba, Tango, Valse viennoise
Et, pour la première fois de l'histoire de Strictly Come Dancing, chaque semaine, sera mis en place le Couple Choice : deux couples pourront choisir leur danse entre trois possibilités : la danse contemporaine, le street-commercial ou un mélange théâtre-jazz. Charles et Lauren seront les deux couples qui inaugureront cette nouvelle règle. 
Bruno Tonioli étant absent cette semaine, il sera remplacé dans le jury par le comédien Alfonso Ribeiro, vu dans Le Prince de Bel-Air et vainqueur de la saison 19 de Dancing with the Stars aux États-Unis
Ordre de passage
| Couple             | Scores        | Danse                               | Musique                                               | Résultat  |
| ------------------ | ------------- | ----------------------------------- | ----------------------------------------------------- | --------- |
| Dr. Ranj & Janette | 25 (5,6,7,7)  | American Smooth                     | Wouldn't It Be Nice - The Beach Boys                  | Sauvé     |
| Lauren & AJ        | 24 (4,6,7,7)  | Danse contemporaine (Couple choice) | Runnin' - Naughty Boy feat. Beyoncé                   | Sauvée    |
| Graeme & Oti       | 29 (6,7,8,8)  | Tango                               | Roxanne - Police                                      | Sauvé     |
| Ashley & Pasha     | 36 (9,9,9,9)  | Rumba                               | Something About the Way You Look Tonight - Elton John | Sauvée    |
| Seann & Katya      | 24 (5,6,6,7)  | Quickstep                           | Lightning Bolt - Jake Bugg                            | En danger |
| Stacey & Kevin     | 33 (8,7,9,9)  | Samba                               | Tequila - The Champs                                  | Sauvée    |
| Joe & Dianne       | 29 (6,7,8,8)  | Valse                               | Rainbow Connection - Sleeping at Last                 | Sauvé     |
| Vick & Graziano    | 20 (4,6,4,6)  | Cha-cha-cha                         | More Than Friends - James Hype feat. Kelli-Leigh      | Éliminée  |
| Kate & Aljaž       | 26 (6,6,6,8)  | Valse viennoise                     | Finally Mine - Juliet Roberts                         | Sauvée    |
| Danny & Amy        | 37 (9,10,9,9) | Jive                                | Flip, Flop and Fly - Ellis Hall                       | Sauvé     |
| Faye & Giovanni    | 33 (8,9,8,8)  | Foxtrot                             | Just the Way You Are - Bruno Mars                     | Sauvée    |
| Charles & Karen    | 36 (9,9,9,9)  | Street commercial (Couple choice)   | Get Up Offa That Thing - James Brown                  | Sauvé     |

Le dance-off, cette semaine, s'est joué entre les couples Vick Hope & Graziano di Prima et Seann Walsh & Katya Jones
Vote des juges pour le repêchage :
- Craig : Vick & Graziano
- Darcey : Seann & Katya
- Alfonso : Seann & Katya
- Shirley : Seann & Katya

### Semaine 6: Soirée spéciale Halloween
Les danses de cette semaine sont : American Smooth, Cha-cha-cha, Charleston, Foxtrot, Jive, Paso Doble, Rumba, Tango, Valse viennoise
Ordre de passage
| Couple             | Scores          | Danse                          | Musique                                      | Résultat  |
| ------------------ | --------------- | ------------------------------ | -------------------------------------------- | --------- |
| Graeme & Oti       | 21 (4,5,6,6)    | Cha-Cha-Cha                    | Thriller — Michael Jackson                   | En danger |
| Stacey & Kevin     | 35 (8,9,9,9)    | Tango                          | Générique de Doctor Who — Ron Grainer        | Sauvée    |
| Dr. Ranj & Janette | 20 (5,5,5,5)    | Jive                           | Monster Mash — Bobby Pickett                 | Sauvé     |
| Kate & Aljaž       | 20 (4,6,5,5)    | Rumba                          | Skin — Rag'n'Bone Man                        | Sauvée    |
| Danny & Amy        | 30 (6,8,7,9)    | American Smooth                | Spirit in the Sky — Doctor and the Medics    | Sauvé     |
| Ashley & Pasha     | 39 (9,10,10,10) | Charleston                     | Witch Doctor — Don Lang                      | Sauvée    |
| Seann & Katya      | 20 (3,5,6,6)    | Valse viennoise                | I Put a Spell on You — Screamin' Jay Hawkins | Éliminé   |
| Charles & Karen    | 25 (6,6,6,7)    | Jive                           | Time Warp — The Rocky Horror Picture Show    | Sauvé     |
| Faye & Giovanni    | 39 (9,10,10,10) | Theatre & Jazz (Couple Choice) | Fever — Peggy Lee                            | Sauvée    |
| Joe & Dianne       | 35 (8,9,9,9)    | Foxtrot                        | Youngblood — 5 Seconds of Summer             | Sauvé     |
| Lauren & AJ        | 29 (6,7,8,8)    | Paso Doble                     | Poison — Nicole Scherzinger                  | Sauvée    |

Le dance-off, cette semaine, s'est joué entre les couples Seann Walsh & Katya Jones et Graeme Swann & Oti Mabuse
Vote des juges pour le repêchage :
- Craig : Graeme & Oti
- Darcey : Graeme & Oti
- Bruno : Graeme & Oti
- Shirley : N'a pas eu besoin de voter mais aurait voté pour Graeme & Oti

### Semaine 7
Les danses de cette semaine sont : American Smooth, Foxtrot, Jive, Paso Doble, Quickstep Samba, Tango, Tango argentin, Valse, Valse viennoise + Street Commercial
Ordre de passage
| Couple             | Scores          | Danse                             | Musique                                                  | Résultat  |
| ------------------ | --------------- | --------------------------------- | -------------------------------------------------------- | --------- |
| Lauren & AJ        | 31 (7,8,8,8)    | Jive                              | Girlfriend — Avril Lavigne                               | Sauvée    |
| Graeme & Oti       | 29 (6,7,8,8)    | Valse                             | The Last Waltz — Engelbert Humperdinck                   | Sauvé     |
| Kate & Aljaž       | 23 (4,6,6,7)    | Tango argentin                    | Assassin's Tango — John Powell                           | Sauvée    |
| Dr. Ranj & Janette | 27 (6,7,7,7)    | Samba                             | Freedom! '90 — George Michael                            | Éliminé   |
| Stacey & Kevin     | 36 (9,9,9,9)    | Street Commercial (Couple Choice) | Empire State of Mind (Part II) Broken Down — Alicia Keys | Sauvée    |
| Danny & Amy        | 22 (4,6,5,7)    | Quickstep                         | Freedom — Pharrell Williams                              | Sauvé     |
| Ashley & Pasha     | 39 (9,10,10,10) | Foxtrot                           | Orange Colored Sky — Natalie Cole                        | Sauvée    |
| Faye & Giovanni    | 38 (9,10,9,10)  | Tango                             | Call Me — Blondie                                        | Sauvée    |
| Charles & Karen    | 28 (6,7,7,8)    | Valse viennoise                   | Piano Man — Billy Joel                                   | En danger |
| Joe & Dianne       | 34 (7,9,9,9)    | Paso Doble                        | Pompeii — Bastille                                       | Sauvé     |

Le dance-off, cette semaine, s'est joué entre les couples Dr. Ranj Singh & Janette Manrara et Charles Venn & Karen Clifton
Vote des juges pour le repêchage :
- Craig : Dr. Ranj & Janette
- Darcey : Charles & Karen
- Bruno : Charles & Karen
- Shirley : Charles & Karen

### Semaine 8
Les danses de cette semaine sont : Charleston, Jive, Quickstep Samba, Salsa, Valse, Valse viennoise + Danse contemporaine
Ordre de passage
| Couple          | Scores          | Danse                               | Musique                                                     | Résultat  |
| --------------- | --------------- | ----------------------------------- | ----------------------------------------------------------- | --------- |
| Kate & Aljaž    | 30 (7,7,8,8)    | Quickstep                           | I Want You to Want Me - Letters to Cleo                     | Sauvée    |
| Danny & Amy     | 27 (6,7,7,7)    | Samba                               | Feels like Home - Sigala, Fuse ODG, Sean Paul et Kent Jones | Éiminé    |
| Ashley & Pasha  | 39 (9,10,10,10) | Danse contemporaine Couple's choice | Unsteady - Erich Lee                                        | Sauvée    |
| Graeme & Oti    | 31 (7,8,8,8)    | Salsa                               | Follow the Leader - Soca Boys                               | En danger |
| Faye & Giovanni | 36 (9,9,8,10)   | Jive                                | Reet Petite - Jackie Wilson                                 | Sauvée    |
| Stacey & Kevin  | 32 (8,8,8,8)    | Valse                               | Moon River - Audrey Hepburn                                 | Sauvée    |
| Joe & Dianne    | 32 (7,8,8,9)    | Samba                               | MMMBop - Hanson                                             | Sauvé     |
| Lauren & AJ     | 34 (8,8,9,9)    | Valse viennoise                     | You Are the Reason - Calum Scott                            | Sauvée    |
| Charles & Karen | 35 (8,9,9,9)    | Charleston                          | No Diggity - Minimatic                                      | Sauvé     |

Le dance-off, cette semaine, s'est joué entre les couples Graeme Swann & Oti Mabuse et Danny John-Jules & Amy Dowden
Vote des juges pour le repêchage :
- Craig : Danny & Amy
- Darcey : Graeme & Oti
- Bruno : Graeme & Oti
- Shirley : Graeme & Oti

### Semaine 9: Soirée Blackpool
Les danses de cette semaine sont : American Smooth, Jive, Paso Doble, Quickstep, Salsa, Samba, Tango argentin + Theatre & Jazz 
Ordre de passage
| Couple          | Scores           | Danse                          | Musique                                   | Résultat  |
| --------------- | ---------------- | ------------------------------ | ----------------------------------------- | --------- |
| Stacey & Kevin  | 33 (7,8,9,9)     | Salsa                          | Ooh Aah... Just a Little Bit - Gina G     | Sauvée    |
| Lauren & AJ     | 25 (5,6,7,7)     | Tango argentin                 | River - Bishop Briggs                     | Sauvée    |
| Graeme & Oti    | 32 (7,8,8,9)     | Theatre & Jazz Couple's Choice | The Trolley Song - Judy Garland           | En danger |
| Faye & Giovanni | 38 (9,9,10,10)   | Paso Doble                     | Unstoppable - E.S. Posthumus              | Sauvée    |
| Kate & Aljaž    | 30 (7,7,8,8)     | American Smooth                | Everlasting Love - Love Affair            | Éliminée  |
| Charles & Karen | 38 (9,9,10,10)   | Samba                          | La Bamba - Connie Francis                 | Sauvé     |
| Joe & Dianne    | 38 (8,10,10,10)  | Quickstep                      | Dancin'Fool - Copacabana                  | Sauvé     |
| Ashley & Pasha  | 40 (10,10,10,10) | Jive                           | Shake a Tail Feather - The Blues Brothers | Sauvée    |

Le dance-off, cette semaine, s'est joué entre les couples Graeme Swann & Oti Mabuse et Kate Silverton & Aljaž Skorjanec
Vote des juges pour le repêchage :
- Craig : Graeme & Oti
- Darcey : Graeme & Oti
- Bruno : Graeme & Oti
- Shirley : N'a pas eu besoin de voter, mais aurait voté pour Graeme & Oti

### Semaine 10
Les danses de cette semaine sont : Paso Doble, Quickstep, Salsa, Samba, Tango, Valse, Street Commercial + Lindy-hop-a-thon 
Ordre de passage
| Couple                                                                                              | Scores          | Danse                             | Musique                                              | Résultat                      |
| --------------------------------------------------------------------------------------------------- | --------------- | --------------------------------- | ---------------------------------------------------- | ----------------------------- |
| Graeme & Oti                                                                                        | 24 (6,6,6,6)    | Quickstep                         | Sing, Sing, Sing - The Andrews Sisters               | Éliminé                       |
| Ashley & Pasha                                                                                      | 36 (8,9,9,10)   | Samba                             | Hot Hot Hot - Arrow                                  | En danger                     |
| Faye & Giovanni                                                                                     | 39 (9,10,10,10) | Valse                             | See the Day - Dee C. Lee                             | Sauvée                        |
| Joe & Dianne                                                                                        | 35 (7,8,10,10)  | Street Commercial Couple's Choice | Jump Around - House of Pain                          | Sauvé                         |
| Charles & Karen                                                                                     | 30 (6,8,8,8)    | Tango                             | Eleanor Rigby - The Beatles (version de Big Country) | Sauvé                         |
| Lauren & AJ                                                                                         | 23 (5,6,6,6)    | Salsa                             | Familiar - Liam Payne et J Balvin                    | Sauvée                        |
| Stacey & Kevin                                                                                      | 39 (9,10,10,10) | Paso Doble                        | Malagueña - Brian Setzer                             | Sauvée                        |
| Lauren & AJ Graeme & Oti Charles & Karen Stacey & Kevin Joe & Dianne Faye & Giovanni Ashley & Pasha | 1 2 3 4 5 6 7   | Lindy-Hop                         | Do Your Thing - Basement Jaxx                        | Do Your Thing - Basement Jaxx |

Cette semaine, le dance-off se joue entre les couples Graeme Swann & Oti Mabuse et Ashley Roberts & Pasha Kovalev
Vote des juges pour le repêchage :
- Craig : Ashley & Pasha
- Darcey : Ashley & Pasha
- Bruno : Ashley & Pasha
- Shirley : N'a pas eu besoin de voter mais aurait voté pour Ashley & Pasha

### Semaine 11: Soirée Comédies musicales
Les danses de cette semaine sont : American Smooth, Charleston, Quickstep, Rumba, Salsa
Ordre de passage
| Couple          | Scores           | Danse           | Musique                          | Comédie musicale                             | Résultat  |
| --------------- | ---------------- | --------------- | -------------------------------- | -------------------------------------------- | --------- |
| Lauren & AJ     | 35 (8,9,9,9)     | American Smooth | I'm in Love with a Wonderful Guy | South Pacific                                | Sauvée    |
| Faye & Giovanni | 40 (10,10,10,10) | Charleston      | Lonely Goatherd                  | La Mélodie du bonheur                        | Sauvée    |
| Charles & Karen | 35 (8,9,9,9)     | Rumba           | Maria                            | West Side Story                              | Éliminé   |
| Ashley & Pasha  | 38 (9,10,9,10)   | Quickstep       | Don't Rain on My Parade          | Funny Girl                                   | En danger |
| Stacey & Kevin  | 38 (9,9,10,10)   | American Smooth | I Dreamed a Dream                | Les Misérables                               | Sauvée    |
| Joe & Dianne    | 36 (8,9,9,10)    | Salsa           | Joseph Megamix                   | Joseph and the Amazing Technicolor Dreamcoat | Sauvé     |

Le dance-off, cette semaine, s'est joué entre les couples Charles Venn & Karen Clifton et Ashley Roberts & Pasha Kovalev
Vote des juges pour le repêchage :
- Craig : Ashley & Pasha
- Darcey : Ashley & Pasha
- Bruno : Ashley & Pasha
- Shirley : N'a pas eu besoin de voter mais aurait voté pour Ashley & Pasha

### Semaine 12: Demi-finale
Les danses de cette semaine sont : American Smooth, Charleston, Paso Doble, Samba, Tango, Tango argentin, Valse viennoise
Ordre de passage
| Couple          | Scores           | Danse           | Musique                                           | Résultat  |
| --------------- | ---------------- | --------------- | ------------------------------------------------- | --------- |
| Stacey & Kevin  | 39 (9,10,10,10)  | Charleston      | Five Foot Two, Eyes of Blue - Spike Jones         | Sauvée    |
| Stacey & Kevin  | 36 (8,9,10,9)    | Valse viennoise | You're My World - Cilla Black                     | Sauvée    |
| Joe & Dianne    | 29 (6,8,7,8)     | Valse viennoise | This Year's Love - David Gray                     | Sauvé     |
| Joe & Dianne    | 30 (6,8,8,8)     | Tango argentin  | Red Right Hand - Nick Cave and the Bad Seeds      | Sauvé     |
| Ashley & Pasha  | 36 (9,9,9,9)     | Paso Doble      | Spectrum (Say My Name) - Florence and the Machine | En danger |
| Ashley & Pasha  | 40 (10,10,10,10) | American Smooth | Ain't That a Kick in the Head? - Dean Martin      | En danger |
| Lauren & AJ     | 31 (7,8,8,8)     | Tango           | Nutbush City Limits - Tina Turner                 | Éliminée  |
| Lauren & AJ     | 23 (5,6,6,6)     | Samba           | Rock The Boat - The Hues Corporation              | Éliminée  |
| Faye & Giovanni | 37 (9,9,9,10)    | Samba           | I Go to Rio - Pablo Cruise                        | Sauvée    |
| Faye & Giovanni | 39 (9,10,10,10)  | Tango argentin  | La Cumparsita - Machiko Ozawa                     | Sauvée    |

Le dance-off, cette semaine, s'est joué entre les couples Ashley Roberts & Pasha Kovalev et Lauren Steadman & AJ Pritchard
Chacun des deux couples doit choisir une danse parmi les deux dansées la veille pour le dance-off : Ashley choisit de danser sur son American Smooth et Lauren choisit son tango.
Vote des juges pour le repêchage :
- Craig : Ashley & Pasha
- Darcey : Ashley & Pasha
- Bruno : Ashley & Pasha
- Shirley : N'a pas eu besoin de voter mais aurait voté pour Ashley & Pasha

### Semaine 13: Finale
Pour la finale, les quatre couples encore en lice doivent performer sur trois danses différentes : tout d'abord une danse déjà effectuée dans la saison, choisie par le jury, ensuite, ils devront performer sur une "showdance" et enfin concluront par leur danse préférée de la saison avant l'annonce du vainqueur.
Ordre de passage
| Couple          | Scores           | Danse           | Musique                                                | Résultat      |
| --------------- | ---------------- | --------------- | ------------------------------------------------------ | ------------- |
| Ashley & Pasha  | 40 (10,10,10,10) | Salsa           | (I've Had) The Time of My Life - Jennifer Warnes       | Seconde place |
| Ashley & Pasha  | 40 (10,10,10,10) | Showdance       | Keeping Your Head Up - Birdy                           | Seconde place |
| Ashley & Pasha  | 40 (10,10,10,10) | Charleston      | Witch Doctor — Don Lang                                | Seconde place |
| Stacey & Kevin  | 39 (9,10,10,10)  | Foxtrot         | Hi Ho Silver Lining - The Attack                       | Vainqueur     |
| Stacey & Kevin  | 36 (8,9,9,10)    | Showdance       | Land of a Thousand Dances - Wilson Pickett             | Vainqueur     |
| Stacey & Kevin  | 39 (9,10,10,10)  | Paso Doble      | Malagueña - Brian Setzer                               | Vainqueur     |
| Faye & Giovanni | 40 (10,10,10,10) | Valse viennoise | It's a Man's Man's Man's World - Seal                  | Seconde place |
| Faye & Giovanni | 40 (10,10,10,10) | Showdance       | Lullaby of Broadway - Harry Warren & Al Dubin          | Seconde place |
| Faye & Giovanni | 40 (10,10,10,10) | Theatre & Jazz  | Fever — Peggy Lee                                      | Seconde place |
| Joe & Dianne    | 39 (9,10,10,10)  | Paso Doble      | Pompeii — Bastille                                     | Seconde place |
| Joe & Dianne    | 39 (9,10,10,10)  | Showdance       | I Bet You Look Good on the Dancefloor - Arctic Monkeys | Seconde place |
| Joe & Dianne    | 38 (9,9,10,10)   | Charleston      | Cotton-Eyed Joe - Rednex                               | Seconde place |

## Vue d'ensemble des danses
Chaque célébrité performe sur une danse différente chaque semaine, parmi une sélection. Les danses en gras sont celles choisies par les couples pour le Couple Choice, nouvelle règle de cette seizième saison.
- Semaine 1 : Cha-cha-cha, Foxtrot, Jive, Quickstep, Samba, Tango, Valse, Valse viennoise
- Semaine 2 : American Smooth, Cha-cha-cha, Charleston, Foxtrot, Jive, Paso Doble, Quickstep, Salsa, Tango, Valse, Valse viennoise
- Semaine 3 (Soirée Cinéma) : American Smooth, Cha-cha-cha, Charleston, Foxtrot, Jive, Paso Doble, Quickstep, Salsa
- Semaine 4 : Cha-cha-cha, Charleston, Foxtrot, Jive, Paso Doble, Quickstep, Rumba, Salsa, Samba, Tango, Valse viennoise
- Semaine 5 : American Smooth, Cha-cha-cha, Foxtrot, Jive, Quickstep, Rumba, Samba, Tango, Valse viennoise + Couple choice : Danse contemporaine, Street Commercial
- Semaine 6 (Soirée Halloween) : American Smooth, Cha-cha-cha, Foxtrot, Jive, Paso Doble, Rumba, Tango, Valse viennoise + Couple choice : Theatre & Jazz
- Semaine 7 : American Smooth, Foxtrot, Jive, Paso Doble, Quickstep, Samba, Tango argentin, Valse, Valse viennoise + Street Commercial
- Semaine 8 : Charleston, Jive, Quickstep Samba, Salsa, Valse, Valse viennoise + Danse contemporaine
- Semaine 9 (Soirée Blackpool) : American Smooth, Jive, Paso Doble, Quickstep, Salsa, Samba, Tango argentin + Theatre & Jazz
- Semaine 10 : Paso Doble, Quickstep, Salsa, Samba, Tango, Valse, Street Commercial + Lindy-hop-a-thon
- Semaine 11 (Soirée Comédies musicales) : American Smooth, Charleston, Quickstep, Rumba, Salsa
- Semaine 12 : American Smooth, Charleston, Paso Doble, Samba, Tango, Tango argentin, Valse viennoise
- Semaine 13 (Finale) : Une danse apprise et choisie par les juges + Showdance + Danse préférée de la saison de chaque couple.

| Stacey & Kevin     | Quickstep       | Cha-cha-cha     | Jive            | Foxtrot         | Samba               | Tango           | Street Commercial | Valse               | Salsa           | Paso Doble        | Lindy-hop-a-thon | American Smooth | Charleston      | Valse viennoise | Foxtrot         | Showdance | Paso Doble     |  |  |  |  |  |  |  |  |  |  |  |  |
| Ashley & Pasha     | Valse viennoise | Cha-cha-cha     | Salsa           | Tango           | Rumba               | Charleston      | Foxtrot           | Danse contemporaine | Jive            | Samba             | Lindy-hop-a-thon | Quickstep       | Paso Doble      | American Smooth | Salsa           | Showdance | Charleston     |  |  |  |  |  |  |  |  |  |  |  |  |
| Faye & Giovanni    | Cha-cha-cha     | Valse viennoise | Quickstep       | Rumba           | Foxtrot             | Theatre & Jazz  | Tango             | Jive                | Paso Doble      | Valse             | Lindy-hop-a-thon | Charleston      | Samba           | Tango argentin  | Valse viennoise | Showdance | Theatre & Jazz |  |  |  |  |  |  |  |  |  |  |  |  |
| Joe & Dianne       | Jive            | Charleston      | American Smooth | Cha-cha-cha     | Valse               | Foxtrot         | Paso Doble        | Samba               | Quickstep       | Street Commercial | Lindy-hop-a-thon | Salsa           | Valse viennoise | Tango argentin  | Paso Doble      | Showdance | Charleston     |  |  |  |  |  |  |  |  |  |  |  |  |
| Lauren & AJ        | Valse           | Charleston      | Cha-cha-cha     | Quickstep       | Danse contemporaine | Paso Doble      | Jive              | Valse viennoise     | Tango argentin  | Salsa             | Lindy-hop-a-thon | American Smooth | Tango           | Samba           |                 |           |                |  |  |  |  |  |  |  |  |  |  |  |  |
| Charles & Karen    | Cha-cha-cha     | Quickstep       | American Smooth | Salsa           | Street Commercial   | Jive            | Valse viennoise   | Charleston          | Samba           | Tango             | Lindy-hop-a-thon | Rumba           |                 |                 |                 |           |                |  |  |  |  |  |  |  |  |  |  |  |  |
| Graeme & Oti       | Samba           | American Smooth | Charleston      | Jive            | Tango               | Cha-cha-cha     | Valse             | Salsa               | Theatre & Jazz  | Quickstep         | Lindy-hop-a-thon |                 |                 |                 |                 |           |                |  |  |  |  |  |  |  |  |  |  |  |  |
| Kate & Aljaz       | Cha-cha-cha     | Tango           | Foxtrot         | Samba           | Valse viennoise     | Rumba           | Tango argentin    | Quickstep           | American Smooth |                   |                  |                 |                 |                 |                 |           |                |  |  |  |  |  |  |  |  |  |  |  |  |
| Danny & Amy        | Foxtrot         | Cha-cha-cha     | Paso Doble      | Valse viennoise | Jive                | American Smooth | Quickstep         | Samba               |                 |                   |                  |                 |                 |                 |                 |           |                |  |  |  |  |  |  |  |  |  |  |  |  |
| Dr. Ranj & Janette | Cha-cha-cha     | Salsa           | Quickstep       | Paso Doble      | American Smooth     | Jive            | Samba             |                     |                 |                   |                  |                 |                 |                 |                 |           |                |  |  |  |  |  |  |  |  |  |  |  |  |
| Seann & Katya      | Tango           | Jive            | Paso Doble      | Charleston      | Quickstep           | Valse viennoise |                   |                     |                 |                   |                  |                 |                 |                 |                 |           |                |  |  |  |  |  |  |  |  |  |  |  |  |
| Vick & Graziano    | Jive            | Valse           | Salsa           | Quickstep       | Cha-cha-cha         |                 |                   |                     |                 |                   |                  |                 |                 |                 |                 |           |                |  |  |  |  |  |  |  |  |  |  |  |  |
| Katie & Gorka      | Valse           | Paso Doble      | Foxtrot         | Jive            |                     |                 |                   |                     |                 |                   |                  |                 |                 |                 |                 |           |                |  |  |  |  |  |  |  |  |  |  |  |  |
| Lee & Nadiya       | Valse           | Jive            | Cha-cha-cha     |                 |                     |                 |                   |                     |                 |                   |                  |                 |                 |                 |                 |           |                |  |  |  |  |  |  |  |  |  |  |  |  |
| Susannah & Anton   | Samba           | Foxtrot         |                 |                 |                     |                 |                   |                     |                 |                   |                  |                 |                 |                 |                 |           |                |  |  |  |  |  |  |  |  |  |  |  |  |

 Danse avec le meilleur score
 Danse avec le moins bon score